# クイズ世界をあなたに
『クイズ世界をあなたに』（クイズせかいをあなたに）は、1977年4月3日から1978年3月26日までTBS系列局で放送されていたTBS製作のクイズ番組である。放送時間は毎週日曜 11:00 - 11:30 （日本標準時）。

## 概要
予選を通過した5人の一般参加者たちが海外旅行を賭け、世界各国の歴史・地理・文化・衣食住・音楽などのあらゆるジャンルから出される問題に挑戦していた視聴者参加型番組。司会は関口宏が、出題は紺谷昌代が担当。

## ルール
解答者たちは、問題がすべて読み上げられた後に順に解答。正解すると1ポイントを貰えるが、不正解だと解答者席上に「×」マークが1つずつ立ち上がり、「×」が3つ付くと持ち点が0点になる。正解すると「×」はすべて消滅する。クイズの合間には、数問ほどであるが早押しクイズもある。
後期においては、最初の解答者が正解すると1ポイントが懸かっており、不正解のたびにポイントが増えていき、最後の人が正解すると5ポイント加点される。そして15ポイントになると飛行機マークの得点表示の電飾が灯り、ルックJTB（当時は日本交通公社）で行くヨーロッパ旅行（回によってはアメリカ旅行）と副賞の賞金10万円が達成者に贈られる。達成者が出た後も時間が余った場合は引き続き出題を続行し、1回の放送で2人以上の旅行獲得者が出ることもある。
解答者席の上には世界地図を使ったすごろく状のボードがあり、振り出しが東京都の位置にあった。1から14までは世界の各都市を回り、15で再び東京に戻る形式となっていた。

## 補足
- この番組の開始前、1970年-1971年にかけて、同じ関口司会、ほぼルールや内容が酷似した『日清世界クイズ』が日本テレビ放送網系で放送されていた。
- 第95代内閣総理大臣の野田佳彦が大学2年生の頃に番組に参加して優勝し、アメリカ旅行を手にしたことがある。
- 落語家の三笑亭茶楽も参加してヨーロッパ旅行を手にした。
- 一社提供の協賛スポンサー[要説明]である三井グループは、『兼高かおる世界の旅』から『三井ワールドアワー』枠を引き継いだが、番組の終了とともに三井グループ協賛枠は廃止となった[要説明]。

| TBS系列 日曜11:00枠                                                      | TBS系列 日曜11:00枠                                   | TBS系列 日曜11:00枠                                                               |
| 前番組                                                                   | 番組名                                                | 次番組                                                                            |
| ------------------------------------------------------------------------ | ----------------------------------------------------- | --------------------------------------------------------------------------------- |
| 兼高かおる世界の旅 （1962年5月6日 - 1977年3月27日） 【日曜9:00枠へ移動】 | クイズ世界をあなたに （1977年4月3日 - 1978年3月26日） | オーケストラがやって来た （1978年4月2日 - 1983年3月27日） 【日曜14:30枠から移動】 |